# Йоншьопинг
 Тази статия е за града в Швеция.  За лена вижте Йоншьопинг (лен).  За общината вижте Йоншьопинг (община).
Йоншьопинг (на шведски: Jönköping, по правилата за транскрипции до 1995 г. Йончьопинг) е град в Швеция и е административен център на едноименните община и лен.

## География
Градът е разположен на южния бряг на езерото Ветерн. ЖП възел, има пристанище и аерогара. Население 89 396 жители според данни от преброяването през 2010 г.

## История
Йоншьопинг получава статут на кралски град на 18 май 1284 г. Той е един от 133-те града на Швеция, които имат статут на исторически градове.

## Архитектура
Една от архитектурните забележителности на Йоншьопинг е църквата „Св. София“.

## Икономика
Йоншьопинг е център на хартиената и кибритената промишленост на Швеция. Има мебелна промишленост („ИКЕА“), електроника („Електролукс“) и машиностроене („Хускварна“). Общо 9800 малки и средно големи компании. Много изложения и панаири се организират в Elmia Exhibition Centre особено за техника и дървообработване. Университетът в Йоншьопинг има 11 000 студенти, които учат в близост до Бизнес парка. Тук се намират Шведският борд по земеделие и Борда по горско стопанство.
- Университетът в Йоншьопинг
- Църквата „Св. София“ в Йоншьопинг

## Спорт
Представителният футболен отбор на града носи името „Йоншьопингс Сьодра ИФ“. Дългогодишен участник е в шведската първа дивизия Суперетан.

## Побратимени градове
- Куопио, Финландия

## Личности
Родени
- Йон Бауер (1882 – 1918), художник и илюстратор
- Лена-Пия Бернхардсон (р. 1945), киноактриса
- Ролф Бьорлинг (1928 – 1993), киноартист
- Ейми Дайъмънд (р. 1992), поппевица
- Фани Даниелсон (р. 1962), кинорежисьорка и киноактриса
- Бириер Елмер (1919 – 1999), политик
- Магнус Ерлингмарк (р. 1967), футболист-национал („Мундиал-94“)
- Моник Ернстдотер (р. 1942), киноактриса
- Бенгт Йерел (1922 – 2001), кинорежисьор
- Йоран Кроп (1966 – 2002), алпинист
- Ингвар Лидхолм (р. 1921), композитор
- Торщен Лилиекруна (1922 – 1999), киноартист
- Ингрид Лотигиус (р. 1920), киноактриса
- Холгер Льовенадлер (1904 – 1977), киноартист
- Нина Першон (р. 1974), поппевица и киноактриса
- Виктор Рюдбери (1828 – 1895), публицист и поет
- Карл Петер Тунбери (1882 – 1918), ботаник
- Агнета Фелтскуг (р. 1950), поппевица (АББА)
- Даг Хамаршелд (1905 – 1961), Генерален секретар на ООН, дипломат
- Дан Шел (р. 1947), кинорежисьор и кинооператор
- Сигвард Шьорнквист (1917 – 1990), киноартист
- Ингер Юел (1926 – 1979), киноактриса